# طور المسنة (طور الباحة)

تعديل مصدري - تعديل

طور المسنة هي إحدى قرى عزلة طور الباحة بمديرية طور الباحة التابعة لمحافظة لحج، بلغ تعداد سكانها 98 نسمة حسب تعداد اليمن لعام 2004.